# シックス・バルーン
『シックス・バルーン』（原題：6 Balloons）は、2018年に配信されたアメリカ合衆国のドラマ映画。監督・脚本はマリア・ルイス・ライアン、主演はアビ・ジェイコブソンとデイヴ・フランコが務めた。

## ストーリー
ケイティは恋人のジャックの誕生日を祝うべく、サプライズ・パーティーを企画していた。母親のガイルと友人たちがパーティーの準備を行っている間、ケイティはケーキを取りに行き、そのついでに弟のセスとその娘エラを迎えに行った。ケイティがセスの家を訪れると、郵便受けが手紙でいっぱいになっており、部屋中にゴミが散乱しているというありさまだった。ケイティはセスがまたしてもヘロインを使用したことを確信するのだった。セスのヘロイン常用は度々ケイティの頭を悩ませる種となってきた。
セスは医療保険が使えない状態にあったため、ケイティはセスを治療してくれる施設を探して町中を駆け回ることになった。繁華街の治療施設が引き取ってくれることになり、安堵して帰宅したケイティだったが、間もなくして「うちでは治療できない状態にある」との電話を受け取った。セスの病状は診るからに悪化しており、一刻も早い治療が必要だったが、近隣に治療してくれる施設はなかった。そのため、ケイティはセスが治療を受けられる施設を探してロサンゼルス中を駆け回る羽目になった。その結果、ジャックの誕生パーティーに間に合わなかった。道中、禁断症状に苦しむセスは「ヘロインを買ってきてくれ」とケイティにせがんだ。ホームレスが屯する地域で、ケイティはヘロインの売人を見つけることができた。そのヘロインは6つの風船の中に入っていた。ヘロインを受け取ったセスは「注射針がないからこの辺で調達してくれ」と言い出したが、ケイティはそれを拒否した。それでもセスが騒ぐので、ケイティはやむなく薬局へ向かうことにした。
薬局で注射針を調達しようとしたところ、薬剤師にセスがヘロイン常用者であることがバレてしまった。しかし、薬剤師はセスを警察に突き出すようなことはせず、見て見ぬ振りをしてくれた。セスが禁断症状を克服したため、ケイティはパーティーに遅れて参加することにした。その道中、セスは「ヘロインを使うのはもうこれで最後にする」とケイティに誓うのだった。
セスを連れてパーティーに戻ったケイティだったが、ガイルとジャックにヘロイン使用を許したことを咎められ口論になった。その最中にとんでもないことが起こり、ケイティは対処を迫られることになった。

## キャスト
※括弧内は日本語吹替
- アビ・ジェイコブソン - ケイティ（北西純子）
- デイヴ・フランコ - セス（森田成一）
- ティム・マシスン - ゲイリー（村治学）
- ジェーン・カツマレク - ガイル（高乃麗）
- マヤ・アースキン - キャメロン
- ダワン・オーウェンズ - ジャック（俊藤光利）
- ジェン・タロック - ビアンカ
- シャーロット・カレル／マデリーン・カレル - エラ（久野美咲）
- その他の日本語吹き替え：藤田奈央／土井真理／寺依沙織／岡井カツノリ／斉藤こず恵／川井田夏海／松本沙羅／松井暁波／斎藤寛仁／杉山滋美／こばたけまさふみ

日本語版スタッフ：演出：宇出喜美、翻訳：笹部祐三子、制作：JVCケンウッド・ビデオテック

## 製作・公開
2016年10月、アビ・ジェイコブソン、デイヴ・フランコ、ティム・マシスン、ジェーン・カツマレクの4名がNetflixの新作映画『6 Balloons』に出演することになったと報じられた。同月11日、本作の主要撮影がロサンゼルスで始まった。
2018年3月12日、本作はサウス・バイ・サウスウエストでプレミア上映された。

## 評価
本作は批評家から好意的に評価されている。映画批評集積サイトのRotten Tomatoesには24件のレビューがあり、批評家支持率は88%、平均点は10点満点で6.8点となっている。また、Metacriticには7件のレビューがあり、加重平均値は66/100となっている。